# جيانباولو مونديني
جيانباولو مونديني (بالإيطالية: Gianpaolo Mondini)‏ مواليد 15 يوليو 1972 في فاينزا، إيطاليا، هو دراج إيطالي سابق في صنف سباق الدراجات على الطريق.

## سجل النتائج

### سباقات أو مراحل فاز بها
- طواف فرنسا

## روابط خارجية
- جيانباولو مونديني على موقع أرشيف الدراجات (الإنجليزية)
- جيانباولو مونديني على موقع إحصائيات الدراجات الإحترافية (الإنجليزية)
- جيانباولو مونديني على موقع CycleBase (الإنجليزية)